# Hypselothyrea longimana
Hypselothyrea longimana är en tvåvingeart som beskrevs av Papp 2004. Hypselothyrea longimana ingår i släktet Hypselothyrea och familjen daggflugor. Inga underarter finns listade i Catalogue of Life.